# Decretos de Nueva Planta

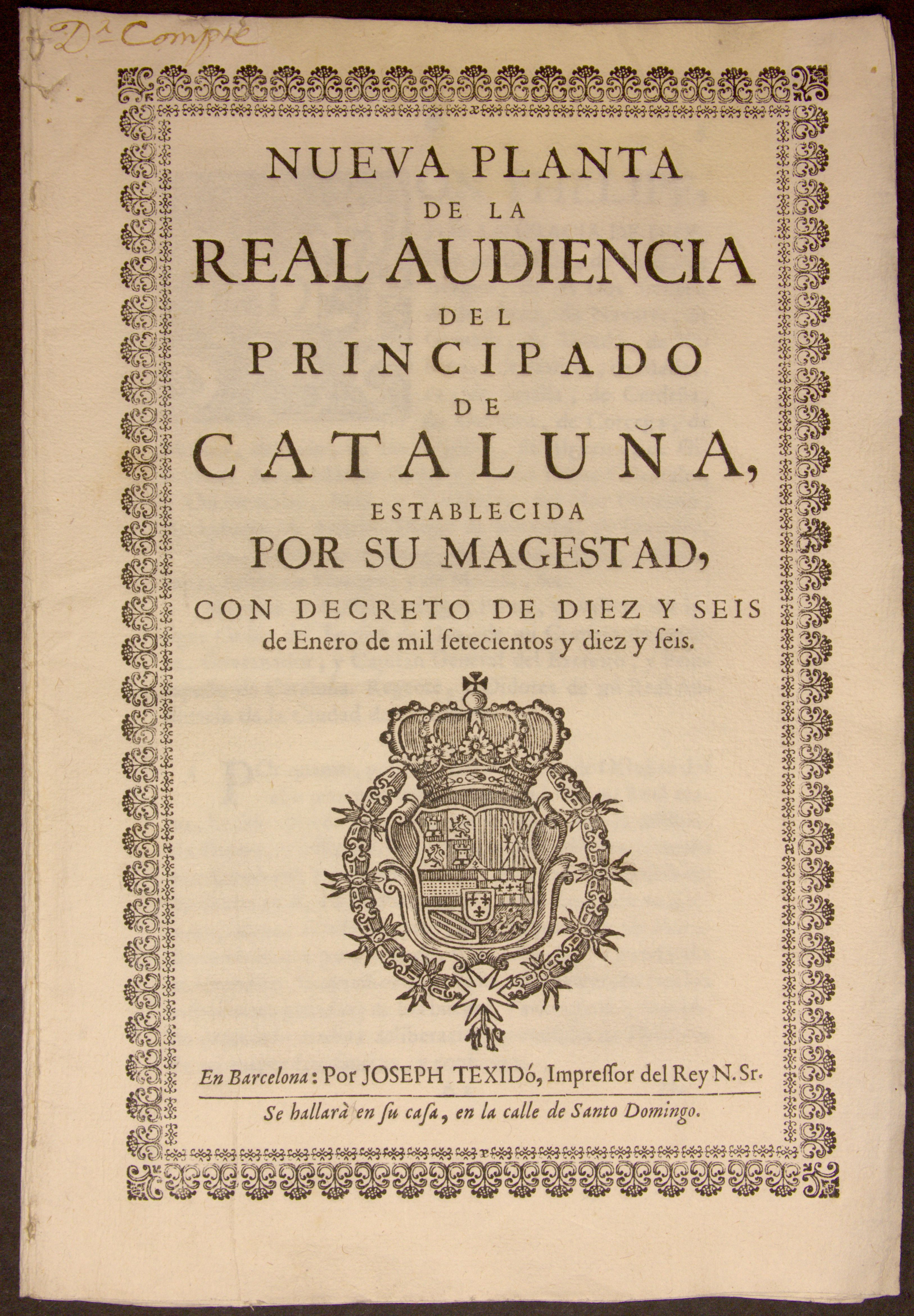
Titelpagina van het decreet van 16 januari 1716.

De Decretos de Nueva Planta (vrij vertaald: Besluiten voor een grondige vernieuwing) waren een reeks van Spaanse koninklijke verordeningen. Filips V decreteerde ze, ten dele noch tijdens de Spaanse Successieoorlog, vanaf juni 1707, om de regering, de administratie en het juridische systeem in alle door hem beheerste gebieden van Spanje uniform te maken.
In het bijzonder in de landen van de Kroon van Aragón bestond er tot dan toe, door de privileges van de adel en de Cortes, een machtsverdeling tussen de Cortes en de koning. In de Constitucions catalanes werd de arbitraire macht van de koning zeer beperkt en moesten de besluiten door de Staten Generaal, de zogenaamde Corts Catalanes bekrachtigd worden. De politieke doelstelling van de Decretos de Nueva Planta was om deze bijzondere rechten uit te schakelen en van Spanje een absolutistische eenheidsstaat te maken. Sinds de aanvaarding van de regering van koning Karel V in 1516 waren de verschillende gebieden de Kroon van Castilië en de Kroon van Aragón onder één monarch verenigd. Het ging daarbij echter slechts om een personele unie. In de verschillende rijken, het koninkrijk Castilië, het koninkrijk Aragon, het vorstendom Catalonië, het koninkrijk Valencia, het koninkrijk Navarra, het koninkrijk Sicilië, enzovoorts bestonden aparte Statenvergaderingen (Cortes), die er streng op toezagen, dat op hun grondgebied de rechtspraak volgens de plaatselijke wetten en de speciale voorrechten en tradities van hun gebied werd uitgeoefend.
De decreten die deze voorrechten afschaften werden in 1707 uitgevaardigd in Valencia en Aragon, in 1715 in Majorca en de andere eilanden van de Balearen (met uitzondering van Menorca, toentertijd een Britse kolonie) en ten slotte in Catalonië op 16 januari 1716.
De Decretos de Nueva Planta hadden in de eerste plaats vooral een impact op Valencia, Aragon, Catalonië en Mallorca:
- Het merendeel van de bijzondere rechten van de afzonderlijke gebieden werd opgeheven.
- De Corts in de rijken van de Kroon van Aragon, en vele andere raadsvergaderingen in deze landen werden afgeschaft.
- Met uitzondering van het koninkrijk Valencia werd nu enkel nog maar op het vlak van het privaatrecht volgens de lokale wetgeving recht gesproken.
- Er werd rekening gehouden met de lokale talen, maar het Castiliaans (Spaans) genoot op politiek gebied de voorkeur.
- Een door de koning benoemde kapitein-generaal werd de opperste militaire en politieke bevelhebber.
- Posities in de opperste rechtbanken werden ingevuld met personen die met het huis Bourbon-Anjou sympathiseerden.
- Het recht, dat hoge posten in de regering, de rechterlijke macht en het leger niet door "buitenlanders" mochten worden bekleed, werd afgeschaft. In Aragon konden nu ook hoge posities worden ingevuld door Castilianen.
- In de grote steden werden - zoals in Castilië - de gemeenteraad voor het leven ingevoerd. Het voorzitterschap van de vergadering (Cabildos) kwam toe aan een door de koning benoemd corregidor.
- De tolgrenzen tussen Castilië en Aragon werden opgeheven.
- In heel Spanje werd een nieuw systeem voor de inning van tollen en belastingen ontwikkeld.

De decreten betekenden het begin van het koninkrijk Spanje.